# TESTV
TESTV（中文：塔斯特维）是重庆市菲格文化传播有限公司推出的网络自媒体频道，其節目如《值不值得买》《BB Time》《值不值得吃》《值不值》等节目，在Bilibili、优酷、爱奇艺、YouTube等平台播出。

## 节目

### 值不值得买
《值不值得买》是一個3C科技产品体验节目，于2015年6月17日播出第一期节目，体验Bamboo Fine line智慧笔。至2019年底已播出四百多集。其节目强调“不是测评，是体验”。节目内容以小短剧、采访等为主，由多人演出。体验的产品包括各大品牌的旗舰手机、筆記型电脑、智慧音箱、智慧手錶、數位相機、空拍机等科技产品，也包括隨身冰箱、电动滑板、榨汁机、洗碗机、电磁炉等生活用品。

### BB Time
《BB Time》是TESTV的VLOG类节目，于2016年4月13日首播。节目内容有出游、粉丝见面会、餐馆評測，也包括产品的开箱、体验与测试。例如，BB Time第145期节目测试了Vivo NEX手机的鏡頭是否真的能够伸縮五万次。

### 值不值得吃
《值不值得吃》是一档美食料理类节目，在2018年5月31日由TESTV官方建立的附屬頻道，於2018年6月10日首播。节目初期推出《方便面的365种命运》系列，计划播出365种泡麵的做法。但因为收到的评论不佳，官方也在最后一期的影片里表示因为没有认真审度节目制作的意义与可行性，导致最后背离了团队的初心，方便面系列节目在2018年7月29日播出第五十期后暂停播出。

### 微电影
2018年2月16日，TESTV播出微电影《女后妻相亲记》。

## 分家
2021年7月6日，TESTV前子頻道「TESTV- PLAY」賬號改名為「老闆叨叨叨」，原頻道相關視頻被清空，現賬號所有人為老闆。微博上有人就此事詢問了頻道主創Der糕，其評論回復表示對此事並不知情。
2021年7月9日，TESTV發表聲明指其母公司重慶市菲格文化傳播有限公司（配音君負責的公司）因業務發展方向和內容創作方向的差異，決定終止與重慶市果町町電子商務有限公司（老闆負責的公司）終止合作關係，自此TESTV與前零食部門佼佼流口水將不再有任何商務關係。

## 奖项
2018年2月6日，在Google Think with Google年度峰会上，因在YouTube平台上粉丝量突破10万，TESTV被授予十万银色奖牌。